# ХК Мюнхен 70
«ЕХК 70 Мюнхен» (нім. EHC 70 München) — хокейний клуб з міста Мюнхен, Німеччина. Заснований у 1970 році. Збанкрутів у 1982 році. Його наступником став мюнхенський клуб ЕС Хедос.

## Історія
Клуб був заснований в 1970 році, в сезоні 1970/71 вперше взяв участь у змаганнях. 1973 року, ЕХК 70 Мюнхен грає в  Оберлізі-південь. У команді багато гравців, які вже грали в складі Баварії в Бундеслізі. У їх числі воротар Тео Гросс та нападник Петер Маус, вони також грали разом за хокейний клуб з міста Аугсбург. У сезоні 1974/75, команда з канадськими та фінськими гравцями домінувала в Оберлізі-південь та в кваліфікаційному відборі до 2.Бундесліги мюнхенці поступились ХК «Регенсбург». У сезоні 1975/76, клубу не вдалося у фіналі переграти ХК «Ландсберг», однак, в зв'язку з розширенням 2.Бундесліги до 12 клубів, мюнхенці підвищились у класі.
У вересні 1976 року ЕХК 70 Мюнхен об'єднується з MEV 1883 München, ставши єдиним хокейним клубом в Мюнхені, проте, деякі гравці перейшли в ЕХК «Клостерзеє». Влітку 1977 Франц Віттманн був обраний президентом клубу (до цього часу ним керував Бруно Леттл). У 1978 році дві компанії, однією з них керував Йохем Ерлеманн, тодішний президент ЕК Кельн, а також компанія Münchner Eishockey GmbH Blue Lions доклали зусиль аби фінансово підтримати мюнхенців. В цей час клуб укріпився зірковим воротарем Їржі Голечеком. 
Після попадання в першу Бундеслігу в сезоні 1980/81 - команда була задіяна в скандалі з підробленими паспортами деяких зарубіжних гравців, в спортивному плані команда закінчила сезон на передостанньому місці і вилетіла з Бундесліги.
У сезоні 1981/82 років незважаючи на кваліфікацію клубу до плей-оф, команда знімається з подальших змагань у зв'язку з фінансовими проблемами.
Вже в грудні 1982 року як правонаступник цього клубу заснований інший мюнхенський клуб ЕС Хедос.